# Войтович, Пётр Василий
Пётр Василий Войтович (пол. Wójtowycz Piotr Bazyli; 10 июня 1862, Перемышль — 1936, Львов) — украинский скульптор, творчество которого наложило заметной отпечаток на облик города Львова.

## Биография
1890 окончил Венскую академию искусств. Дополнительно стажировался в Италии в Риме и Флоренции. Во Львов вернулся в середине 90-х годов XIX века. Приобрёл опыт под руководством Л. Маркони. Скульптуры Войтовича украшают общественные места и культовые сооружения Львова.

## Скульптуры П. Войтовича во Львове
Наиболее известными являются медные скульптуры работы Войтовича, которые украшают Львовскую Оперу. Это «Слава», «Гений музыки» и «Гений драмы и комедии» — чрезвычайно выразительные и динамичные фигуры установленные у входа театра, ряд скульптур его авторства украшает интерьер театра.
Фронтон главного вокзала Львова украшает скульптурная композиция работы Войтовича, символизирующий Львов и Железную дорогу.
К менее известным (но не хуже) Работ Войтовича относятся:
- Статуя Св. Флориана, покровительница пожарных, которая украшает фронтон главного штаба львовских пожарных на ул. Подвальной, 6;
- Шесть аллегорических скульптур (ныне почти разрушенных) На фасаде дома Ландау (ул. Дорошенко, 19);
- Барельеф и «Искусство» и «Труд» над входом в Железнодорожный техникум (ул. Снопковская, 47),
- Ряд скульптур в Латинском кафедральном соборе во Львове.

Вероятно к его работам относятся:
- Скульптуры в нишах второго этажа на фасаде бывшего Пассажа Феллер (проспект Свободы, 35),
- Атлант и при входе в дома по ул. Грабовского, 11.
- В Национальном музее хранится скульптура Войтовича «Муза».

Едва ли не самым величественным из произведений П.Войтовича является скульптурная композиция «Распятие», размещённая на главном фасаде костёла Св. Эльжбеты (ныне церковь Св. Елизаветы и Ольги) на пл. Кропивницкого во Львове. Убранству этого храма Войтович уделял особое внимание, поскольку жил неподалёку. Большинство внутренних отделок храма была уничтожена в советское время (в частности алтарь Св. Иосифа работы Войтовича), но осталась ещё одна его работа в необарочный амвон.
Умер Пётр Войтович во львовском убежище для Художников и Литераторов, которое было основано львовским предпринимателем Робертом Домсом (Robert Doms), в паре сотен метров от костёла, в котором Войтович воздал много своих творческих работ.

## За пределами Львова
- Четыре конных фигуры австрийских фельдмаршалов Л. фон Дауна, Г. фон Лаудона, А. Ф. фон Трауна и Л. А. Кевенхюллера для венского памятника императрице Марии Терезии (1885).
- Невольник. Гипс. Серебряная медаль в Академии искусств в Вене. Национальный музей в Кракове (1885).
- Персей с головой Медузы. Бронзовый отлив композиции находится в Национальном музее в Кракове (1886—1887).
- Фигуры св. Яна Евангелиста и св. Юзефа из каррарского мрамора для Тернополя (1911). Уничтоженные во время Второй мировой войны.
- Шестьдесят аллегорических и мифологических фигур для парка и дворца нефтяного промышленника и министра Владисава Длугоша в Сярах у Горлице (1912, Польша)
- Памятник Яну Килинскому в Стрыю (1929). Не сохранился.

## Галерея
- Композиция "Распятие" на фасаде церкви Св. Елизаветы и Ольги
- Скульптуры на фасаде бывшей Художественно-промышленной школы
- Скульптура святого Флориана на фасаде пожарной станции во Львове на улице Подвальной